# Rhyacophila laevis
Rhyacophila laevis là một loài Trichoptera trong họ Rhyacophilidae. Chúng phân bố ở miền Cổ bắc.